# Hontianska Vrbica
Hontianska Vrbica (em húngaro: Hontfüzesgyarmat) é um município da Eslováquia, situado no distrito de Levice, na região de Nitra. Tem 23,85 km² de área e sua população em 2018 foi estimada em 590 habitantes.

## Demografia
| Ano:        | 1994 | 2004   | 2014   | 2024   |
| ----------- | ---- | ------ | ------ | ------ |
| Broj ljudi: | 579  | 553    | 564    | 584    |
| Razlika:    |      | -4,49% | +1,98% | +3,54% |

| Ano:               | 2023 | 2024   |
| ------------------ | ---- | ------ |
| Número de pessoas: | 592  | 584    |
| Diferença:         |      | -1,35% |